# 1826

## Esdeveniments
Països Catalans
- 26 de febrer - Vic, (Catalunya, Espanya): Santa Joaquima de Vedruna funda la Congregació de les Germanes Carmelites de la Caritat.

Resta del món
- 22 de juny - Lisboa: S'estrena al Teatro Nacional de São Carlos l'òpera Adina, de Gioachino Rossini.[1]
- Rússia comença una guerra contra els perses pel domini de les províncies armènies
- Inventat el motor de combustió

## Naixements
Països Catalans
- 3 de gener, Altafulla, Tarragonès: Joaquim Gatell i Folch, geògraf i explorador català (m. 1879).
- 1 d'abril, Barcelona: Venanci Vallmitjana i Barbany, escultor realista català que juntament amb el seu germà Agapit Vallmitjana i Barbany varen suposar un gran paradigma dins de l'escultura catalana de mitjans del segle xix.(m. 1919)[2]
- 2 d'agost, Barcelona: Àngela Grassi, escriptora del Romanticisme i directora de revistes (m. 1883).[3]
- Manlleu: Francesc d'Assís Aguilar i Serrat, clergue i naturalista (m. 1899).

Resta del món
- 15 de gener, Clarmontː Marie Pasteur, assistent científica de Louis Pasteur (m. 1910).[4]
- 25 de març, Örebro (Suècia): Wilhelmina Lagerholm, pintora sueca i una de les primeres fotògrafes professionals del país (m. 1917).[5]
- 29 de març, Giessen, Hessen (Alemanya): Wilhelm Liebknecht, polític alemany un dels fundadors del Partit Socialdemòcrata d'Alemanya (m. 1900)[6]
- 3 de maig: Estocolm (Suècia): rei Carles XV de Suècia (m. 1872).[7]
- 5 de maig, Granada: Eugènia de Montijo, darrera emperadriu dels francesos (m. 1920).[6]
- 6 d'agost,Russi: Alfredo Baccarini, enginyer i polític
- 19 d'agost, Riudecanyes: Teresa Toda i Juncosa, fundadora de Germanes Carmelites Tereses de Sant Josep (m. 1898).[8]
- 3 de setembre, Estrasburg: Adolphe Sellenick, compositor i director d'orquestra francès.
- 12 de desembre, Baltimore: Martha Jane Coston, dona de negocis i inventora de la bengala de Coston (m. 1904).[9]
- 17 de setembre - Jameln: Bernhard Riemann, matemàtic (m. 1866).[10]
- 24 de novembre, Florència: Carlo Collodi, periodista i escriptor en italià de literatura infantil, autor de Les aventures de Pinotxo (m. 1890).
- 12 de desembre - Baltimore: Martha Coston, dona de negocis i inventora de la bengala de Coston.[11]

- 13 de desembre - Bolonya: Carolina Rosati, ballarina italiana (m. 1905).[12]
- Bercy: Alexandre Defaux, pintor francès, especialitzat en la pintura de  paisatges i l'animalística.

## Necrològiques
Països Catalans
- 21 d'agost - Puigcerdà, Bisbat d'Urgell: Francesc Piguillem i Verdacer, metge i professor de medicina.

Resta del món
- 10 de març: Rei Joan VI de Portugal (n. 1767).
- 5 de juny -  Londres (Anglaterra): Carl Maria von Weber, compositor romànticalemany (n. 1786).[13]
- 4 de juliol: 
  - Quincy (Massachusetts): John Adams, 2n president dels Estats Units (1797 -1801).
  - Charlottesville, Virgínia: Thomas Jefferson, 3r president dels Estats Units (1801 -1809).
- 5 de juliol:
  - Londres (Anglaterra): Sir Thomas Stamford Raffles, polític i naturalista britànic, més conegut per la fundació de la ciutat de Singapur (n. 1781).[14]
  - Angers, França: Joseph Louis Proust, químic francès La seva principal aportació a la química fou la Llei de les proporcions definides (n. 1754).[15]
- 7 de juliol - Würzburg: Friedrich Dülon, compositor i flautista prussià.
- 13 d'agost - Quimper, França: René Laennec, metge i científic bretó, inventor de l'estetoscopi (n. 1781).
- 8 d'octubre - París: Marie-Guillemine Benoist, pintora francesa d'estil neoclàssic, que conreà també pintura històrica (n. 1768).[16]